# Niszczyciele typu Sims
Niszczyciele typu Sims – typ dwunastu amerykańskich niszczycieli z okresu II wojny światowej, które weszły do służby w United States Navy w latach 1939–1940.
Pięć okrętów zostało zatopionych w wyniku działań wojennych (cztery na Oceanie Spokojnym, jeden na Morzu Śródziemnym). Pozostałych siedem okrętów zostało wycofanych ze służby w latach 1945–1946.

## Okręty
- USS "Sims" (DD-409) (zatopiony w 1942 na Morzu Koralowym)
- USS "Hughes" (DD-410)
- USS "Anderson" (DD-411)
- USS "Hammann" (DD-412) (zatopiony w 1942 w pobliżu wyspy Midway)
- USS "Mustin" (DD-413)
- USS "Russell" (DD-414)
- USS "O’Brien" (DD-415) (zatopiony w 1942 w pobliżu Fidżi)
- USS "Walke" (DD-416) (zatopiony w 1942 koło wyspy Guadalcanal)
- USS "Morris" (DD-417)
- USS "Roe" (DD-418)
- USS "Wainwright" (DD-419)
- USS "Buck" (DD-420) (zatopiony w 1943 w pobliżu miasta Salerno)